# Ga Yangju
Ga Yangju là ga trên Tàu điện ngầm Seoul tuyến 1 và Tuyến Gyeongwon. Cái tên của nó là tên của thành phố mà nó nằm tại đó. Đến tháng 12 năm 2007, nó được gọi là Ga Junae.

## Bố trí ga
| ↑ Deokgye          |
| \| １２ \| ３４ \| |
| Nogyang ↓          |

| 1·2 | ●Tuyến 1 | ← Hướng đi Dongducheon · Yeoncheon                                    |
| 3·4 | ●Tuyến 1 | → Hướng đi Đại học Kwangwoon · Guro · Incheon → → Kết thúc tại ga này |

## Lối thoát
- Lối thoát 1: Bưu điện Junae, trung tâm cộng đồng Yangju 1-dong, trung tâm cộng đồng Nambang 1-ri
- Lối thoát 2: Pyeonghwa-ro, Nambanggyo